# Mastello
Der Mastello, auch Mastillo, oder Pello, war ein italienisches Flüssigkeitsmaß und wurde bevorzugt für Wein genommen. Eine Uneinheitlichkeit in Menge und Untermaßen kennzeichnen das Volumenmaß. Das Maß sollte mit der im Jahr 1848 beschlossenen Einführung des metrischen Systems der Maße und Gewichte ab Januar 1850 im Kirchenstaat außer Gebrauch sein.
So waren in den Orten die Maße:
- Bassano 1 Mastello = 64 Bozze = 72,416 Liter[3]
- Ferrara 1 Mastello = 8 Secchia = 4128 Pariser Kubikzoll = 80 4/5 Liter[4]
- Padua 1 Mastello = 72 Bozze = 3593,17 Pariser Kubikzoll = 71,2755 Liter[5]
- Venedig 1 Mastello = 24 Bozze = 6 Secchia = 6 × 13 1/5 Liter = 79,2 Liter[6]
- Vicenza 1 Mastello = 12 Secchia/Secchi/Secchino = 120 Bozze = 113,89 Liter[7]

Als Ölmaß im Großhandel (1 Soma = 2 Pelli = 2 Mastello) in Rom  nannte man das Maß auch Pello und es hatte 82,116 Liter.